# Giuseppe Iachini
Giuseppe Iachini, detto Beppe (Ascoli Piceno, 7 maggio 1964), è un allenatore di calcio, dirigente sportivo ed ex calciatore italiano, di ruolo centrocampista.
Da allenatore ha ottenuto quattro promozioni in Serie A con Chievo (2007-2008), Brescia (2009-2010), Sampdoria (2011-2012) e Palermo (2013-2014).

## Biografia
Ha tre figli: Samuel, Jari e Kevin; gli ultimi due sono calciatori.

## Caratteristiche tecniche

### Giocatore
Era un mediano con compiti difensivi di pressing e marcatura; con il passare degli anni ha affinato la propria tecnica fino a fungere da regista, pur restando un giocatore con compiti soprattutto difensivi e piuttosto rude e duro negli interventi. Era soprannominato Iaco e Cagnaccio per la grinta che dimostrava in campo.

### Allenatore
Come tecnico ha usato prevalentemente il modulo tattico 3-5-2. Al Palermo, nel finale della stagione 2013-2014 e nell'annata successiva, ha utilizzato anche il modulo con un trequartista, sia con difesa composta da tre uomini (3-4-1-2 e 3-5-1-1 molto difensivo) che nella variante con quattro difensori (4-3-1-2).
Molto attento alla fase difensiva, le sue squadre ricalcano il suo passato da calciatore: molto attente e aggressive in fase difensiva e che fanno del contropiede e le ripartenze la loro principale qualità, in particolare sfruttando la velocità degli esterni.

## Carriera

### Giocatore

#### Club

Iachini (accosciato, primo da destra) alla Fiorentina nella stagione 1989-1990

Cresciuto nelle giovanili dell'Ascoli, debuttò in Serie A con i bianconeri nella stagione 1981-1982, poi disputò altri cinque campionati (quattro in A e uno in Serie B), per un totale di 85 partite e 9 reti. All'inizio della stagione 1987-1988 passò al Verona, con cui giocò due tornei di massima serie (47 partite e un gol) e la Coppa UEFA 1987-1988, torneo durante il quale, ai quarti di finale, colpì una traversa a Brema contro il Werder Brema, che eliminò i gialloblù.
A causa dei problemi economici della squadra scaligera, nell'estate del 1989 si accasò alla Fiorentina, voluto da Bruno Giorgi. Vi militò cinque anni (quattro in A e una in Serie B), giocando 127 volte e mettendo a referto 2 marcature. Nell'estate del 1994, sebbene avesse contribuito alla risalita immediata dei viola in A, venne acquistato dal Palermo, ove rimase 2 annate, con 62 gare e 1 gol in campionato. Una sua ulteriore rete, decisiva, fu quella nel secondo turno eliminatorio della Coppa Italia 1994-1995, nella gara di andata vinta sul Milan (0-1).
In seguito fu per una stagione nel neopromosso Ravenna, con 31 presenze e 1 gol; nel 1997 passò al Venezia, dove rimase per tre stagioni (una in B e due in A), collezionando 65 partite (alcune da capitano), prima di chiudere la carriera all'Alessandria, in Serie C1, dove giocò 14 partite nel campionato 2000-2001.
In 221 presenze in Serie A ha segnato 8 reti; in Serie B ha disputato 195 partite realizzando 5 reti.

#### Nazionale
Tra il 1985 e il 1986 è stato convocato per 7 partite della Nazionale di calcio dell'Italia Under-21, disputandone 3. È stato convocato per l'Europeo Under-21 del 1986 (senza giocare) e per i Giochi olimpici del 1988, durante i quali ha disputato 5 partite (contro Unione Sovietica, Svezia, Iraq, Zambia, Guatemala).

### Allenatore
In panchina indossa quasi sempre un berretto con visiera, che Iachini stesso ha spiegato essergli utile contro la luce eccessiva negli occhi: «Ho un problema agli occhi, si tratta di una carenza di pigmento. Il cappellino mi dà la possibilità di tenerli sempre ben aperti perché mi crea la giusta ombra.»

#### Gli inizi: Piacenza e Venezia
Iachini ha iniziato la propria carriera in panchina come vice di Walter Novellino al Piacenza, nella stagione 2001-2002.
Nell'ottobre 2001 viene chiamato alla guida del Venezia di Maurizio Zamparini, subentrando all'esonerato Cesare Prandelli. In realtà Iachini non solo non era in possesso del patentino necessario a svolgere il ruolo di allenatore, ma era già stato tesserato per un'altra società. Viene affiancato da Alfredo Magni, poiché Sergio Buso, l'allenatore dei portieri, si era rifiutato di fare da prestanome. Iachini assume la qualifica ufficiale di team manager, ma di fatto esercita la funzione di allenatore. La vicenda causa forti polemiche, tanto che l'Associazione Italiana Allenatori Calcio protesta con forza: «È un tipico caso di doppia attività, è vietato dalle norme federali». Per questa vicenda, nel febbraio 2002 Iachini viene squalificato fino al 31 luglio dello stesso anno.

#### Cesena
La sua prima esperienza "regolare" è invece la stagione successiva in Serie C1, alla guida del Cesena, con cui sfiora la promozione in Serie B e che guida al raggiungimento dei play-off promozione (nei quali il Cesena viene eliminato in semifinale dal Pisa: sconfitta 1-0 all'andata e pareggio 1-1 al ritorno).

#### Vicenza
Nell'estate del 2003 si accasa al Vicenza, con una rosa di giovani debuttanti in Serie B a causa dei problemi economici della squadra veneta, che guida a un campionato conclusosi con la salvezza, con il 13º piazzamento finale. A fine anno chiude la sua avventura biancorossa, durata quindi una sola stagione.

#### Piacenza
Nel 2004 torna al Piacenza, come allenatore della prima squadra. Con i piacentini debutta in panchina nella Serie B 2004-2005 e un ottimo inizio di campionato gli vale, a novembre, il prolungamento del contratto firmato. Conclude la stagione con un nono posto che gli vale la conferma per la stagione successiva, durante la quale rinnova ancora il suo contratto con gli emiliani. L'annata questa volta si conclude a metà classifica, con il dodicesimo posto. L'exploit del tecnico ascolano si registra nella stagione 2006-2007: la squadra disputa un campionato di alto livello nel quale riesce a raggiungere anche la vetta della classifica e conclude con un quarto posto davanti alle più quotate Brescia e Bologna e dietro le altre blasonate Genoa, Napoli e Juventus (quest'ultima declassata in cadetteria per Calciopoli).

#### Chievo
Dopo la positiva esperienza a Piacenza, per la stagione 2007-2008 di Serie B viene scelto dall'appena declassato Chievo in sostituzione di Luigi Delneri, con il quale conquista la promozione in Serie A il 25 maggio 2008, concludendo il campionato con il record di 85 punti, eguagliando la Juventus della stagione precedente (al netto della penalizzazione). Pochi giorni dopo rinnova il contratto con la squadra gialloblu.
Per affrontare la massima serie, la società veneta decide di confermare il blocco che ha vinto il torneo cadetto. Malgrado la vittoria alla prima giornata di campionato contro la Reggina, per 2-1, il rendimento è negativo con soli sei punti in 10 giornate.
Il 4 novembre 2008, dopo la sconfitta per 3-0 a opera del Palermo, Iachini viene sollevato dall'incarico e sostituito da Domenico Di Carlo.
Nello stesso mese, nonostante l'esonero, viene insignito del premio Panchina d'argento come miglior tecnico della Serie B, dopo l'ottimo lavoro alla guida tecnica del club clivense.

#### Brescia

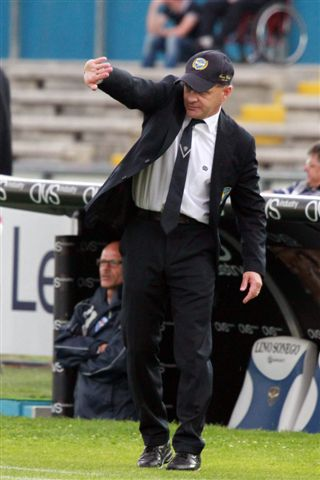
Iachini allenatore del Brescia nella stagione 2010-2011

Il 4 ottobre 2009 il Brescia, dopo la sconfitta in casa con il Vicenza all'8ª giornata del campionato di Serie B, lo sceglie come sostituto dell'esonerato Alberto Cavasin. L'avventura bresciana di Iachini inizia in maniera un po' titubante, ma poi il Brescia disputa un ottimo girone di ritorno: le rondinelle concludono al terzo posto qualificandosi ai play-off e fregiandosi del maggior numero di vittorie all'attivo durante il campionato (21). Dopo aver eliminato il Cittadella nella semifinale dei play-off, il 13 giugno 2010 Iachini conquista la promozione in Serie A grazie al successo del Rigamonti contro il Torino (vittoria 2-1 dopo lo 0-0 dell'andata).
Il 6 dicembre 2010 viene esonerato dalla guida del Brescia. Dall'inizio del campionato aveva collezionato 3 vittorie, 3 pareggi e 9 sconfitte, lasciando la squadra penultima a pari punti con Lecce e Cesena (quest'ultima al 17º posto). Al suo posto viene ingaggiato Mario Beretta.
Il 30 gennaio 2011 viene richiamato ad allenare il Brescia, sostituendo lo stesso Beretta, esonerato a sua volta. A fine stagione la squadra retrocede tra i cadetti e successivamente non viene confermato alla guida tecnica per la nuova annata; ha totalizzato 26 punti in 31 partite con i lombardi.

#### Sampdoria
Il 14 novembre 2011 viene ingaggiato alla Sampdoria, retrocessa in Serie B, subentrando all'esonerato Gianluca Atzori e firmando un contratto sino a fine stagione, con opzione per un altro anno in caso di promozione in Serie A. Debutta sulla panchina doriana cinque giorni dopo, pareggiando per 1-1 in casa del Bari. Riesce a rimontare diverse posizioni in campionato, guadagnando 45 punti contro i 22 della gestione precedente, raggiungendo il 6º posto valido per i play-off e ottenendo la promozione nella serie superiore dopo aver battuto il Sassuolo in semifinale e il Varese in finale; la Sampdoria è l'unica squadra della storia del calcio italiano a vincere i play-off di Serie B partendo dal 6º posto, che allora era l'ultimo piazzamento valido per la disputa degli spareggi. A fine anno rinnova automaticamente il suo contratto per un'ulteriore stagione.
Nel 2012, in risposta a un gruppo di tifosi sampdoriani che desideravano il derby in massima serie, Iachini ha risposto con un insulto rivolto ai tifosi del Genoa, squadra di Genova rivale della Sampdoria, venendo filmato a sua insaputa. A seguito di tale episodio è stato criticato anche dalla società, ma apprezzato da alcuni tifosi doriani più accesi. L'allenatore è stato successivamente deferito e la società è stata multata dalla commissione disciplinare della FIGC.
Nonostante la promozione e il rinnovo, il 1º luglio 2012 viene sostituito da Ciro Ferrara.

#### Siena
Il 17 dicembre 2012, dopo la 17ª giornata di campionato e con la squadra all'ultimo posto in graduatoria (considerando i sei punti di penalizzazione, per l'allora scandalo italiano del calcioscommesse), viene nominato nuovo tecnico del Siena, in sostituzione di Serse Cosmi. Il debutto arriva nella partita casalinga persa per 2-0 contro il Napoli. A una giornata dalla fine del torneo, la squadra retrocede in Serie B: Iachini non viene confermato alla guida del club toscano per la stagione successiva. Sebbene abbia ottenuto 19 punti nelle prime 15 gare della sua gestione, ha perso le ultime 6 partite di Serie A.

#### Palermo
Il 25 settembre 2013 subentra all'esonerato Gennaro Gattuso come allenatore del Palermo, squadra di cui era già stato calciatore e dove ritrova il presidente Maurizio Zamparini, con il quale aveva già lavorato a Venezia. Il suo staff è composto da Giuseppe Carillo come vice, Fabrizio Tafani coi confermati Andrea Corrain e Marcello Iaia come preparatori atletici, Alberto Andorlini per il recupero infortunati e Franco Paleari nel ruolo di preparatore dei portieri. Debutta sulla panchina rosanero due giorni dopo, nella vittoriosa partita (3-0) contro la Juve Stabia per la settima giornata del campionato di Serie B. Il 17 aprile 2014, in occasione della gara vinta per 1-0 contro la Reggina, ha raggiunto le 400 presenze come allenatore nei campionati professionistici. Il 3 maggio 2014, battendo in trasferta il Novara per 1-0, conquista la promozione con cinque turni d'anticipo, vincendo congiuntamente anche il campionato: per Iachini si tratta della quarta promozione in massima serie ottenuta in carriera e la seconda Coppa Ali della Vittoria (record).
A una giornata dal termine la squadra raggiunge gli 85 punti in classifica, eguagliando il record assoluto fatto registrare in altre tre occasioni, una delle quali ad opera del Chievo allenato dallo stesso Iachini nella stagione 2007-2008; con il pareggio all'ultima giornata per 0-0 contro il Crotone i punti in classifica sono 86, record storico assoluto. All'indomani dal termine del campionato rinnova il contratto fino al 2016.
La stagione seguente, col ritorno dei rosanero in Serie A, porta la squadra all'undicesimo posto, con un suo record personale di 49 punti. Per il tecnico marchigiano si tratta della sua prima annata disputata interamente su una panchina della massima serie. È anche il primo allenatore a non lasciare il Palermo a campionato in corso negli anni della gestione di Zamparini (presidente noto per il grande numero di allenatori esonerati nelle proprie società) e l'allenatore rimasto sulla panchina palermitana per più tempo sempre durante la presidenza Zamparini.
La stagione successiva sembra iniziare bene, ma dopo le prime due partite, la squadra perde di convinzione e lucidità, riuscendo a conquistare solo cinque punti in dieci giornate frutto di una sofferta vittoria col Bologna per 1-0, due pareggi, entrambi in casa (con l'Inter per 1-1 e col Carpi per 2-2) e sei sconfitte. Torna alla vittoria in casa l'8 novembre battendo il Chievo, con un gol di Alberto Gilardino, ma dopo due giorni viene sollevato dall'incarico e sostituito da Davide Ballardini. Venne poi richiamato ad allenare la prima squadra con il suo staff il 15 febbraio 2016. L'8 marzo 2016 si dimise da allenatore del Palermo, per delle divergenze tecniche avute con il presidente Zamparini (il quale nella stessa stagione stabilì due primati tuttora imbattuti in Serie A, ovvero l'aver avvicendato il maggior numero di tecnici in una sola stagione, ben 8, e l'aver esonerato due allenatori all'indomani di una vittoria); lo stesso patron dei rosanero arrivò a definire l'allenatore con epiteti come "deficiente" e "perdente". Successivamente, Iachini è stato sostituito da Walter Novellino, tecnico di cui era stato vice negli inizi del percorso di allenatore al Piacenza.

#### Udinese
Il 19 maggio dello stesso anno diventa nuovo allenatore dell'Udinese, sostituendo Luigi De Canio e sottoscrivendo un contratto biennale con i friulani.
Il 2 ottobre seguente, a seguito della sconfitta casalinga per 0-3 contro la Lazio, viene esonerato gli subentra Luigi Delneri (che nel 2007 era stato sostituito proprio da Iachini al Chievo).

#### Sassuolo
Dopo un anno di inattività, il 27 novembre 2017 diventa allenatore del Sassuolo, per prendere il posto dell'esonerato Cristian Bucchi. Al debutto vince il turno di Coppa Italia contro il Bari, andando così agli ottavi di finale; il Sassuolo, però, sarà eliminato da tale competizione in trasferta dall'Atalanta. Iachini, alla sua prima partita del campionato di Serie A col club neroverde, esce sconfitto per 3-0 sul campo della Fiorentina, ma poi seguono tre vittorie di fila contro Crotone, Sampdoria e Inter e un pareggio in casa della Roma alla fine del girone di andata. Con due partite d'anticipo, nel girone di ritorno, conduce la squadra aritmeticamente alla salvezza e, in classifica finale, si piazza in 11ª posizione con 43 punti.
Il 5 giugno 2018 lascia la panchina degli emiliani, rescindendo, con la società, il contratto che durava ancora un'altra annata. Il 13 giugno seguente gli subentra Roberto De Zerbi.

#### Empoli
Il 6 novembre 2018 viene ufficializzato l'incarico come tecnico dell'Empoli, terz’ultimo in Serie A con 6 punti, sostituendo l'esonerato Aurelio Andreazzoli. L’11 novembre, al debutto, vince per 2-1 lo scontro diretto contro l’Udinese, sua ex squadra, venendo poi squalificato per un turno per aver pronunciato una bestemmia in panchina. Il 13 marzo 2019 l'Empoli annuncia il suo esonero con la squadra al quart'ultimo posto, avendo collezionato 16 punti in 16 partite, frutto di 4 vittorie, 4 pareggi e 8 sconfitte.

#### Fiorentina
Il 23 dicembre 2019 è nominato nuovo tecnico della Fiorentina, nella quale aveva giocato nel quinquennio 1989-1994, in sostituzione dell'esonerato Vincenzo Montella. Il 6 gennaio 2020, al debutto, pareggia per 1-1 con il Bologna (raggiunto allo scadere) e la settimana seguente ottiene la prima vittoria, contro la SPAL per 1-0, uscendo dalle parti basse della classifica. Il 15 gennaio, vincendo per 2-1 contro l'Atalanta agli ottavi di finale, si qualifica ai quarti di finale della Coppa Italia 2019-2020, dove verrà eliminato dall'Inter. Il 18 gennaio vince in casa del Napoli per 2-0; ottiene la salvezza, obiettivo della società, con quattro turni d'anticipo, grazie alla vittoria per 2-0 in casa contro il Torino. Al termine della stagione, conclusa al decimo posto in classifica, la squadra risulta essere inoltre quella che, a pari merito con il Verona allenato da Ivan Jurić, ha totalizzato il maggior numero di pareggi in campionato.
Il 30 luglio 2020 viene confermato anche per l'annata successiva, ma il 9 novembre, dopo un avvio di torneo con risultati al di sotto delle aspettative, viene sollevato dall'incarico e sostituito da Cesare Prandelli. Il 24 marzo 2021, un giorno dopo le dimissioni di Prandelli, torna alla guida dei viola portandoli alla salvezza con due turni di anticipo il 12 maggio pareggiando per 0-0 con il Cagliari. Il 21 maggio annuncia la sua decisione di lasciare definitivamente la panchina dei toscani al termine della stagione. Termina il campionato al tredicesimo posto con 40 punti.

#### Parma
Il 23 novembre 2021 diventa il nuovo tecnico del Parma, in Serie B, subentrando all'esonerato Enzo Maresca, che lascia i ducali al quattordicesimo posto in classifica con 17 punti dopo 13 partite. Termina il campionato al dodicesimo posto avendo collezionato 32 punti in 25 partite frutto di 7 vittorie, 11 pareggi e 7 sconfitte. Il 17 maggio si separa dal club emiliano in accordo con la società.

#### Bari
Dopo quasi due anni d'inattività, il 6 febbraio 2024 viene nominato nuovo tecnico del Bari, in quel momento quindicesimo in Serie B, in sostituzione dell’esonerato Pasquale Marino, e sottoscrive un contratto con il club fino al 30 giugno 2025. Il 10 febbraio seguente esordisce con una vittoria casalinga per 3-1 contro il Lecco e a cui segue un'ulteriore vittoria casalinga per 1-0 contro il Feralpisalò; successivamente, una nuova crisi di gioco e risultati, totalizza appena due punti in otto partite che fanno scivolare la squadra biancorossa in zona play-out. Alla luce di questi risultati, il 15 aprile 2024 viene esonerato e sostituito da Federico Giampaolo.

## Statistiche

### Presenze e reti nei club
| Stagione          | Squadra           | Campionato        | Campionato | Campionato | Coppe nazionali | Coppe nazionali | Coppe nazionali | Coppe continentali | Coppe continentali | Coppe continentali | Altre coppe | Altre coppe | Altre coppe | Totale | Totale |
| Stagione          | Squadra           | Comp              | Pres       | Reti       | Comp            | Pres            | Reti            | Comp               | Pres               | Reti               | Comp        | Pres        | Reti        | Pres   | Reti   |
| ----------------- | ----------------- | ----------------- | ---------- | ---------- | --------------- | --------------- | --------------- | ------------------ | ------------------ | ------------------ | ----------- | ----------- | ----------- | ------ | ------ |
| 1981-1982         | Ascoli            | A                 | 1          | 0          | CI              | 0               | 0               | -                  | -                  | -                  | -           | -           | -           | 1      | 0      |
| 1982-1983         | Ascoli            | A                 | 0          | 0          | CI              | 1               | 0               | -                  | -                  | -                  | -           | -           | -           | 1      | 0      |
| 1983-1984         | Ascoli            | A                 | 4          | 0          | CI              | 3               | 0               | -                  | -                  | -                  | -           | -           | -           | 7      | 0      |
| 1984-1985         | Ascoli            | A                 | 19         | 2          | CI              | 5               | 0               | -                  | -                  | -                  | -           | -           | -           | 24     | 2      |
| 1985-1986         | Ascoli            | B                 | 34         | 4          | CI              | 3               | 0               | -                  | -                  | -                  | -           | -           | -           | 37     | 4      |
| 1986-1987         | Ascoli            | A                 | 27         | 3          | CI              | 5               | 1               | -                  | -                  | -                  | CM          | 2           | 1           | 34     | 5      |
| Totale Ascoli     | Totale Ascoli     | Totale Ascoli     | 85         | 9          |                 | 17              | 1               |                    | -                  | -                  |             | 2           | 1           | 104    | 11     |
| 1987-1988         | Verona            | A                 | 17         | 1          | CI              | 5               | 2               | CU                 | 5                  | 0                  | -           | -           | -           | 27     | 3      |
| 1988-1989         | Verona            | A                 | 30         | 0          | CI              | 6               | 1               | -                  | -                  | -                  | -           | -           | -           | 36     | 1      |
| Totale Verona     | Totale Verona     | Totale Verona     | 47         | 1          |                 | 11              | 3               |                    | 5                  | 0                  |             | -           | -           | 63     | 4      |
| 1989-1990         | Fiorentina        | A                 | 23         | 0          | CI              | 4               | 0               | CU                 | 7                  | 0                  | -           | -           | -           | 34     | 0      |
| 1990-1991         | Fiorentina        | A                 | 22         | 0          | CI              | 3               | 0               | -                  | -                  | -                  | -           | -           | -           | 25     | 0      |
| 1991-1992         | Fiorentina        | A                 | 26         | 1          | CI              | 2               | 0               | -                  | -                  | -                  | -           | -           | -           | 28     | 1      |
| 1992-1993         | Fiorentina        | A                 | 21         | 1          | CI              | 3               | 0               | -                  | -                  | -                  | -           | -           | -           | 24     | 1      |
| 1993-1994         | Fiorentina        | B                 | 34         | 0          | CI              | 4               | 0               | -                  | -                  | -                  | CAI         | 1           | 0           | 39     | 0      |
| Totale Fiorentina | Totale Fiorentina | Totale Fiorentina | 126        | 2          |                 | 16              | 0               |                    | 7                  | 0                  |             | 1           | 0           | 150    | 2      |
| 1994-1995         | Palermo           | B                 | 32         | 1          | CI              | 3               | 1               | -                  | -                  | -                  | -           | -           | -           | 35     | 2      |
| 1995-1996         | Palermo           | B                 | 30         | 0          | CI              | 4               | 0               | -                  | -                  | -                  | -           | -           | -           | 34     | 0      |
| Totale Palermo    | Totale Palermo    | Totale Palermo    | 62         | 1          |                 | 7               | 1               |                    | -                  | -                  |             | -           | -           | 69     | 2      |
| 1996-1997         | Ravenna           | B                 | 31         | 1          | CI              | 2               | 0               | -                  | -                  | -                  | -           | -           | -           | 33     | 1      |
| 1997-1998         | Venezia           | B                 | 34         | 0          | CI              | 3               | 0               | -                  | -                  | -                  | -           | -           | -           | 37     | 0      |
| 1998-1999         | Venezia           | A                 | 15         | 0          | CI              | 1               | 0               | -                  | -                  | -                  | -           | -           | -           | 16     | 0      |
| 1999-2000         | Venezia           | A                 | 16         | 0          | CI              | 2               | 0               | -                  | -                  | -                  | -           | -           | -           | 18     | 0      |
| Totale Venezia    | Totale Venezia    | Totale Venezia    | 65         | 0          |                 | 6               | 0               |                    | -                  | -                  |             | -           | -           | 71     | 0      |
| 2000-2001         | Alessandria       | C1                | 14         | 0          | CI-C            | 0               | 0               | -                  | -                  | -                  | -           | -           | -           | 14     | 0      |
| Totale carriera   | Totale carriera   | Totale carriera   | 430        | 14         |                 | 59              | 5               |                    | 12                 | 0                  |             | 3           | 1           | 504    | 20     |

### Statistiche da allenatore
Statistiche aggiornate al 15 aprile 2024. In grassetto le competizioni vinte.
| Stagione            | Squadra           | Campionato        | Campionato | Campionato | Campionato | Campionato | Coppe nazionali | Coppe nazionali | Coppe nazionali | Coppe nazionali | Coppe nazionali | Coppe continentali | Coppe continentali | Coppe continentali | Coppe continentali | Coppe continentali | Altre coppe | Altre coppe | Altre coppe | Altre coppe | Altre coppe | Totale | Totale | Totale | Totale | % Vittorie | Piazzamento              |
| Stagione            | Squadra           | Comp              | G          | V          | N          | P          | Comp            | G               | V               | N               | P               | Comp               | G                  | V                  | N                  | P                  | Comp        | G           | V           | N           | P           | G      | V      | N      | P      | %          | Piazzamento              |
| ------------------- | ----------------- | ----------------- | ---------- | ---------- | ---------- | ---------- | --------------- | --------------- | --------------- | --------------- | --------------- | ------------------ | ------------------ | ------------------ | ------------------ | ------------------ | ----------- | ----------- | ----------- | ----------- | ----------- | ------ | ------ | ------ | ------ | ---------- | ------------------------ |
| 2002-2003           | Cesena            | C1                | 34+2       | 16         | 11+1       | 7+1        | CI-C            | 6               | 3               | 2               | 1               | -                  | -                  | -                  | -                  | -                  | -           | -           | -           | -           | -           | 42     | 19     | 14     | 9      | 45,24      | 3º                       |
| 2003-2004           | Vicenza           | B                 | 46         | 12         | 20         | 14         | CI              | 1               | 0               | 1               | 0               | -                  | -                  | -                  | -                  | -                  | -           | -           | -           | -           | -           | 47     | 12     | 21     | 14     | 25,53      | 13º                      |
| 2004-2005           | Piacenza          | B                 | 42         | 16         | 8          | 18         | CI              | 3               | 2               | 1               | 0               | -                  | -                  | -                  | -                  | -                  | -           | -           | -           | -           | -           | 45     | 18     | 9      | 18     | 40,00      | 9º                       |
| 2005-2006           | Piacenza          | B                 | 42         | 13         | 15         | 14         | CI              | 3               | 2               | 0               | 1               | -                  | -                  | -                  | -                  | -                  | -           | -           | -           | -           | -           | 45     | 15     | 15     | 15     | 33,33      | 12º                      |
| 2006-2007           | Piacenza          | B                 | 42         | 20         | 8          | 14         | CI              | 2               | 1               | 0               | 1               | -                  | -                  | -                  | -                  | -                  | -           | -           | -           | -           | -           | 44     | 21     | 8      | 15     | 47,73      | 4º                       |
| Totale Piacenza     | Totale Piacenza   | Totale Piacenza   | 126        | 49         | 31         | 46         |                 | 8               | 5               | 1               | 2               |                    | -                  | -                  | -                  | -                  |             | -           | -           | -           | -           | 134    | 54     | 32     | 48     | 40,30      |                          |
| 2007-2008           | Chievo            | B                 | 42         | 24         | 13         | 5          | CI              | 1               | 0               | 0               | 1               | -                  | -                  | -                  | -                  | -                  | -           | -           | -           | -           | -           | 43     | 24     | 13     | 6      | 55,81      | 1º (prom.)               |
| ago.-ott. 2008      | Chievo            | A                 | 10         | 1          | 3          | 6          | CI              | 1               | 0               | 0               | 1               | -                  | -                  | -                  | -                  | -                  | -           | -           | -           | -           | -           | 11     | 1      | 3      | 7      | &9,09      | Eson.                    |
| Totale Chievo       | Totale Chievo     | Totale Chievo     | 52         | 25         | 16         | 11         |                 | 2               | 0               | 0               | 2               |                    | -                  | -                  | -                  | -                  |             | -           | -           | -           | -           | 54     | 25     | 16     | 13     | 46,30      |                          |
| ott. 2009-2010      | Brescia           | B                 | 34+4       | 17+2       | 8+1        | 9+1        | CI              | -               | -               | -               | -               | -                  | -                  | -                  | -                  | -                  | -           | -           | -           | -           | -           | 38     | 19     | 9      | 10     | 50,00      | Sub., 3º (prom.)         |
| 2010-2011           | Brescia           | A                 | 31         | 5          | 11         | 15         | CI              | 2               | 1               | 0               | 1               | -                  | -                  | -                  | -                  | -                  | -           | -           | -           | -           | -           | 33     | 6      | 11     | 16     | 18,18      | Eson., Sub., 19º (retr.) |
| Totale Brescia      | Totale Brescia    | Totale Brescia    | 69         | 24         | 20         | 25         |                 | 2               | 1               | 0               | 1               |                    | -                  | -                  | -                  | -                  |             | -           | -           | -           | -           | 71     | 25     | 20     | 26     | 35,21      |                          |
| nov. 2011-2012      | Sampdoria         | B                 | 27+4       | 12+3       | 9+1        | 6          | CI              | -               | -               | -               | -               | -                  | -                  | -                  | -                  | -                  | -           | -           | -           | -           | -           | 31     | 15     | 10     | 6      | 48,39      | Sub., 6º (prom.)         |
| dic. 2012-2013      | Siena             | A                 | 21         | 5          | 4          | 12         | CI              | 1               | 0               | 1               | 0               | -                  | -                  | -                  | -                  | -                  | -           | -           | -           | -           | -           | 22     | 5      | 5      | 12     | 22,73      | Sub., 19º (retr.)        |
| set. 2013-2014      | Palermo           | B                 | 36         | 23         | 10         | 3          | CI              | -               | -               | -               | -               | -                  | -                  | -                  | -                  | -                  | -           | -           | -           | -           | -           | 36     | 23     | 10     | 3      | 63,89      | Sub. , 1º (prom.)        |
| 2014-2015           | Palermo           | A                 | 38         | 12         | 13         | 13         | CI              | 1               | 0               | 0               | 1               | -                  | -                  | -                  | -                  | -                  | -           | -           | -           | -           | -           | 39     | 12     | 13     | 14     | 30,77      | 11º                      |
| 2015-mar. 2016      | Palermo           | A                 | 15         | 4          | 3          | 8          | CI              | 1               | 1               | 0               | 0               | -                  | -                  | -                  | -                  | -                  | -           | -           | -           | -           | -           | 16     | 5      | 3      | 8      | 31,25      | Eson., Sub., Dim.        |
| Totale Palermo      | Totale Palermo    | Totale Palermo    | 89         | 39         | 26         | 24         |                 | 2               | 1               | 0               | 1               |                    | -                  | -                  | -                  | -                  |             | -           | -           | -           | -           | 91     | 40     | 26     | 25     | 43,96      |                          |
| ago.-ott. 2016      | Udinese           | A                 | 7          | 2          | 1          | 4          | CI              | 1               | 0               | 0               | 1               | -                  | -                  | -                  | -                  | -                  | -           | -           | -           | -           | -           | 8      | 2      | 1      | 5      | 25,00      | Eson.                    |
| nov. 2017-2018      | Sassuolo          | A                 | 24         | 8          | 8          | 8          | CI              | 2               | 1               | 0               | 1               | -                  | -                  | -                  | -                  | -                  | -           | -           | -           | -           | -           | 26     | 9      | 8      | 9      | 34,62      | Sub., 11º                |
| nov. 2018-mar. 2019 | Empoli            | A                 | 16         | 4          | 4          | 8          | CI              | -               | -               | -               | -               | -                  | -                  | -                  | -                  | -                  | -           | -           | -           | -           | -           | 16     | 4      | 4      | 8      | 25,00      | Sub., Eson.              |
| dic. 2019-2020      | Fiorentina        | A                 | 21         | 8          | 8          | 5          | CI              | 2               | 1               | 0               | 1               | -                  | -                  | -                  | -                  | -                  | -           | -           | -           | -           | -           | 23     | 9      | 8      | 6      | 39,13      | Sub., 10º                |
| 2020-2021           | Fiorentina        | A                 | 17         | 4          | 7          | 6          | CI              | 1               | 1               | 0               | 0               | -                  | -                  | -                  | -                  | -                  | -           | -           | -           | -           | -           | 18     | 5      | 7      | 6      | 27,78      | Eson., Sub., 13º         |
| Totale Fiorentina   | Totale Fiorentina | Totale Fiorentina | 38         | 12         | 15         | 11         |                 | 3               | 2               | 0               | 1               |                    | -                  | -                  | -                  | -                  |             | -           | -           | -           | -           | 41     | 14     | 15     | 12     | 34,15      |                          |
| nov. 2021-2022      | Parma             | B                 | 25         | 7          | 11         | 7          | CI              | -               | -               | -               | -               | -                  | -                  | -                  | -                  | -                  | -           | -           | -           | -           | -           | 25     | 7      | 11     | 7      | 28,00      | Sub., 12º                |
| feb.-apr. 2024      | Bari              | B                 | 10         | 2          | 2          | 6          | CI              | -               | -               | -               | -               | -                  | -                  | -                  | -                  | -                  | -           | -           | -           | -           | -           | 10     | 2      | 2      | 6      | 20,00      | Sub., Eson.              |
| Totale carriera     | Totale carriera   | Totale carriera   | 590        | 220        | 180        | 190        |                 | 28              | 13              | 5               | 10              |                    | -                  | -                  | -                  | -                  |             | -           | -           | -           | -           | 618    | 233    | 185    | 200    | 37,70      |                          |

## Palmarès

Iachini (a sinistra) all'Ascoli nel 1986, premiato con un Guerin d'oro dal giornalista Carlo Felice Chiesa.

### Giocatore

#### Club

##### Competizioni nazionali
- Campionato italiano di Serie B: 2

Ascoli: 1985-1986
Fiorentina: 1993-1994

##### Competizioni internazionali
- Coppa Mitropa: 1

Ascoli: 1986-1987

#### Individuale
- Guerin d'oro: 1

1986

### Allenatore

#### Club
- Campionato italiano di Serie B: 2

Chievo: 2007-2008
Palermo: 2013-2014

#### Individuale
- Panchina d'argento: 1

2007-2008